# جامعة جورجتاون
جامعة جورجتاون هي جامعة بحثية خاصة يسوعية تقع في واشنطن العاصمة، الولايات المتحدة. تأسست على يد الأسقف جون كارول عام 1789، وهي أقدم مؤسسة كاثوليكية للتعليم العالي في الولايات المتحدة، وأقدم جامعة في واشنطن العاصمة، وأول جامعة في البلاد تحصل على ميثاق اتحادي رسمي.
تضم الجامعة إحدى عشرة كلية لمرحلة البكالوريوس والدراسات العليا. يقع الحرم الجامعي الرئيسي في حي جورجتاون التاريخي، على تلة تطل على نهر بوتوماك، ويشتهر بمبنى هيلي هول الذي يُعد معلمًا تاريخيًا وطنيًا. تُصنف الجامعة ضمن فئة "R1: جامعات الدكتوراه – نشاط بحثي مرتفع جدًا". تقدم الجامعة برامج دراسات عليا وبكالوريوس في 48 تخصصًا، ويبلغ متوسط عدد طلاب البكالوريوس 7,500 طالب والدراسات العليا 10,000 طالب من أكثر من 135 دولة. تُعرف الفرق الرياضية للجامعة باسم "هوياس" ومن بينها فريق كرة السلة للرجال الذي يشارك في مؤتمر "بيغ إيست".
من بين خريجي الجامعة البارزين: 32 باحثًا من رودس، 46 منحة مارشال، 33 منحة ترومان، 565 منحة فولبرايت، ما لا يقل عن 10 مليارديرات أحياء، 26 حاكم ولاية أمريكية، قاضيان في المحكمة العليا الأمريكية، رئيسان أمريكيان، و116 عضوًا في الكونغرس الأمريكي من بينهم 26 سيناتورًا، بالإضافة إلى أفراد من العائلات الملكية الدولية وأكثر من اثني عشر رئيس دولة أجنبي. كما أن جامعة جورجتاون خرّجت عددًا من الدبلوماسيين الأمريكيين أكثر من أي جامعة أخرى، بما في ذلك ما لا يقل عن 92 سفيرًا أمريكيًا، فضلاً عن عدد كبير من السياسيين والخبراء في الخدمة العامة.

## التاريخ

### التأسيس
في عام 1634، أسس مستوطنون يسوعيون من إنجلترا مقاطعة ماريلاند في أمريكا البريطانية الاستعمارية. وفي عام 1646، أدت هزيمة الملكيين في الحرب الأهلية الإنجليزية إلى فرض قوانين صارمة ضد التعليم الكاثوليكي، وترحيل اليسوعيين المعروفين من المستعمرة، بمن فيهم المبشر أندرو وايت، وتدمير مدرستهم في "كالفرتون مانور". وخلال معظم الفترة الاستعمارية اللاحقة لماريلاند، أدار اليسوعيون مدارس كاثوليكية بشكل سري. وبعد نهاية حرب الاستقلال الأمريكية، تم تحقيق خطط تأسيس مؤسسة كاثوليكية دائمة للتعليم في الولايات المتحدة.
بناءً على توصية بنجامين فرانكلين، عيّن البابا بيوس السادس الأب اليسوعي السابق جون كارول كأول رئيس للكنيسة الكاثوليكية في الولايات المتحدة، رغم أن قرار إلغاء رهبنة اليسوعيين كان لا يزال ساريًا. بدأ كارول اجتماعات مع رجال الدين المحليين عام 1783 بالقرب من أنابوليس، حيث وضعوا تصورًا لإنشاء جامعة جديدة. وفي 23 يناير 1789، أتم كارول شراء الأرض في منطقة جورجتاون التي بُني عليها لاحقًا "ميدان دالغرين". وفي 22 نوفمبر 1791، التحق ويليام جاستون، الذي أصبح لاحقًا عضوًا في الكونغرس، كأول طالب في الجامعة، وبدأ التدريس رسميًا في 2 يناير 1792.

### القرن التاسع عشر
خلال سنواتها الأولى، عانت كلية جورجتاون من ضائقة مالية كبيرة. بدأ مجتمع اليسوعيين في ماريلاند إعادة تنظيمه عام 1805، وساهم انضمام المعلمين والإداريين اليسوعيين في تعزيز الثقة بالكلية. اعتمدت المدرسة على مصادر تمويل خاصة والأرباح المحدودة من الأراضي المحلية التي تبرع بها اليسوعيون. ولجمع الأموال لجورجتاون ومدارس أخرى، أجرى اليسوعيون في ماريلاند عام 1838 عملية بيع جماعي لحوالي 272 عبدًا إلى مزرعتين في الجنوب العميق في مارينغوين، لويزيانا، من بين ست مزارع كانوا يمتلكونها في ماريلاند، منهين بذلك امتلاكهم للعبيد.
في 1 مارس 1815، وقع الرئيس جيمس ماديسون قانون الميثاق الكونغرس لجورجتاون، ليصبح أول ميثاق جامعي اتحادي في الولايات المتحدة، مما منحها الحق في منح الدرجات العلمية، حيث منحت أولى شهادات البكالوريوس بعد ذلك بعامين.
وفي عام 1844، حصلت المدرسة على ميثاق قانوني باسم "رئيس ومديرو كلية جورجتاون"، مما منح المدرسة المتنامية حقوقًا قانونية إضافية. استجابةً للطلب المحلي من الطلاب الكاثوليك، تم تأسيس كلية الطب عام 1851.
أثرت الحرب الأهلية الأمريكية بشكل كبير على جورجتاون، حيث التحق 1,141 طالبًا وخريجًا بإحدى الجيشين، واستولت قوات جيش الاتحاد على مباني الجامعة للدفاع عن العاصمة الوطنية من هجوم كونفدرالي محتمل. وعندما زار الرئيس أبراهام لينكولن الحرم الجامعي في مايو 1861، كان هناك 1,400 جندي يقيمون في مساكن مؤقتة هناك. أدى عدد الضحايا الكبير في الحرب إلى انخفاض أعداد الملتحقين حتى فترة طويلة بعد انتهائها؛ إذ تخرج سبعة طلاب فقط في عام 1869، مقارنةً بأكثر من 300 طالب في العقد السابق. عندما تأسس نادي جورجتاون للقوارب، فريق التجديف بالمدرسة، عام 1876، اعتمد لونين: الأزرق (لون زي جيش الاتحاد) والرمادي (لون زي الكونفدرالية)، للدلالة على التعايش السلمي بين الطلاب من مختلف الولاءات.
لم تتعافَ معدلات الالتحاق إلا في أواخر القرن التاسع عشر، خلال رئاسة باتريك فرانسيس هيلي من 1873 إلى 1881. وُلِد هيلي في أثينا، جورجيا، وكان عبدًا بحكم القانون ومن أصول مختلطة، ويُعتبر أول شخص من أصول أفريقية يترأس جامعة أمريكية ذات غالبية بيضاء. كان يعرف نفسه بأنه كاثوليكي أيرلندي كوالده، وتلقى تعليمه في مدارس كاثوليكية في الولايات المتحدة وفرنسا. يُنسب إليه إصلاح المنهج الجامعي، وإطالة برامج الطب والقانون، وتأسيس رابطة الخريجين. ومن أبرز مشاريعه بناء مبنى جديد كبير سُمي لاحقًا "قاعة هيلي" تكريمًا له. ولهذا يُعرف هيلي بأنه "المؤسس الثاني" للجامعة.
وفي عام 1870، بعد تأسيس قسم القانون، كان هيلي وخلفاؤه يأملون في دمج الكليات المهنية ضمن جامعة واحدة والتركيز على التعليم العالي.

## الشؤون الأكاديمية

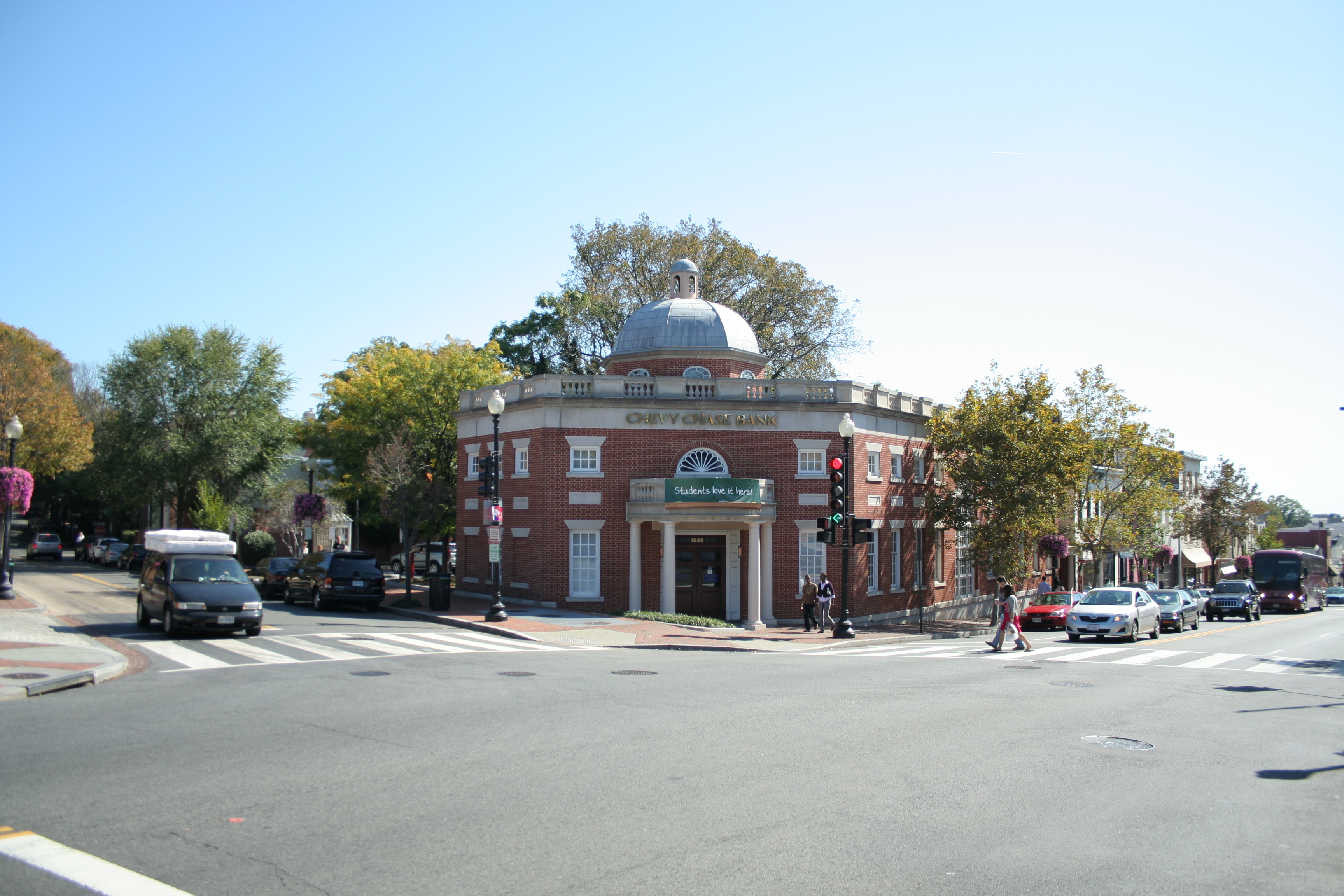
حي جورج تاون

اعتبارًا من عام 2017، بلغ عدد طلاب البكالوريوس في جامعة جورجتاون 7,463 طالبًا، وعدد طلاب الدراسات العليا 11,542 طالبًا. تُقدَّم برامج البكالوريوس من خلال كلية الآداب والعلوم، كلية التمريض، كلية ماكدونو لإدارة الأعمال، كلية الدراسات المستمرة، كلية الصحة، وكلية والش للخدمة الخارجية، والتي تشمل فرع قطر.
أما برامج الماجستير والدكتوراه فتُقدَّم من خلال كلية الدراسات العليا للآداب والعلوم، مركز القانون، كلية الطب، كلية ماكورت للسياسات العامة، وكلية الدراسات المستمرة. أحيانًا يشترك طلاب الماجستير مع طلاب البكالوريوس في بعض الندوات المتقدمة، وتقدم معظم الكليات الجامعية برامج مزدوجة مختصرة تجمع بين البكالوريوس والماجستير بعد إنهاء المرحلة الجامعية. كل من كلية ماكدونو للأعمال وكلية والش للخدمة الخارجية تقدمان برامج ماجستير، وتشتهر كلية الخدمة الخارجية ببرامجها الأكاديمية في الشؤون الدولية. كما يقدم مركز الدراسات العربية المعاصرة برنامج ماجستير في الدراسات العربية بالإضافة إلى شهادات تخصصية.
كل كلية دراسات عليا تقدم على الأقل برنامج درجة مزدوجة مع كلية دراسات عليا أخرى. بالإضافة إلى ذلك، يقدم مركز القانون برنامجًا مشتركًا مع كلية جونز هوبكنز بلومبرغ للصحة العامة. وتشمل كلية الدراسات المستمرة مركز التعليم المستمر والمهني، وتدير أربعة أنواع من برامج الدرجات العلمية، وأكثر من ثلاثين شهادة مهنية ودورات غير مؤهلة للدرجات، وبرامج بكالوريوس وماجستير في الدراسات الليبرالية، بالإضافة إلى دورات صيفية لطلاب الدراسات العليا والبكالوريوس وطلاب المدارس الثانوية. أُغلِقت كلية طب الأسنان عام 1990 بعد 89 عامًا من العمل.

### التصنيفات والقبول

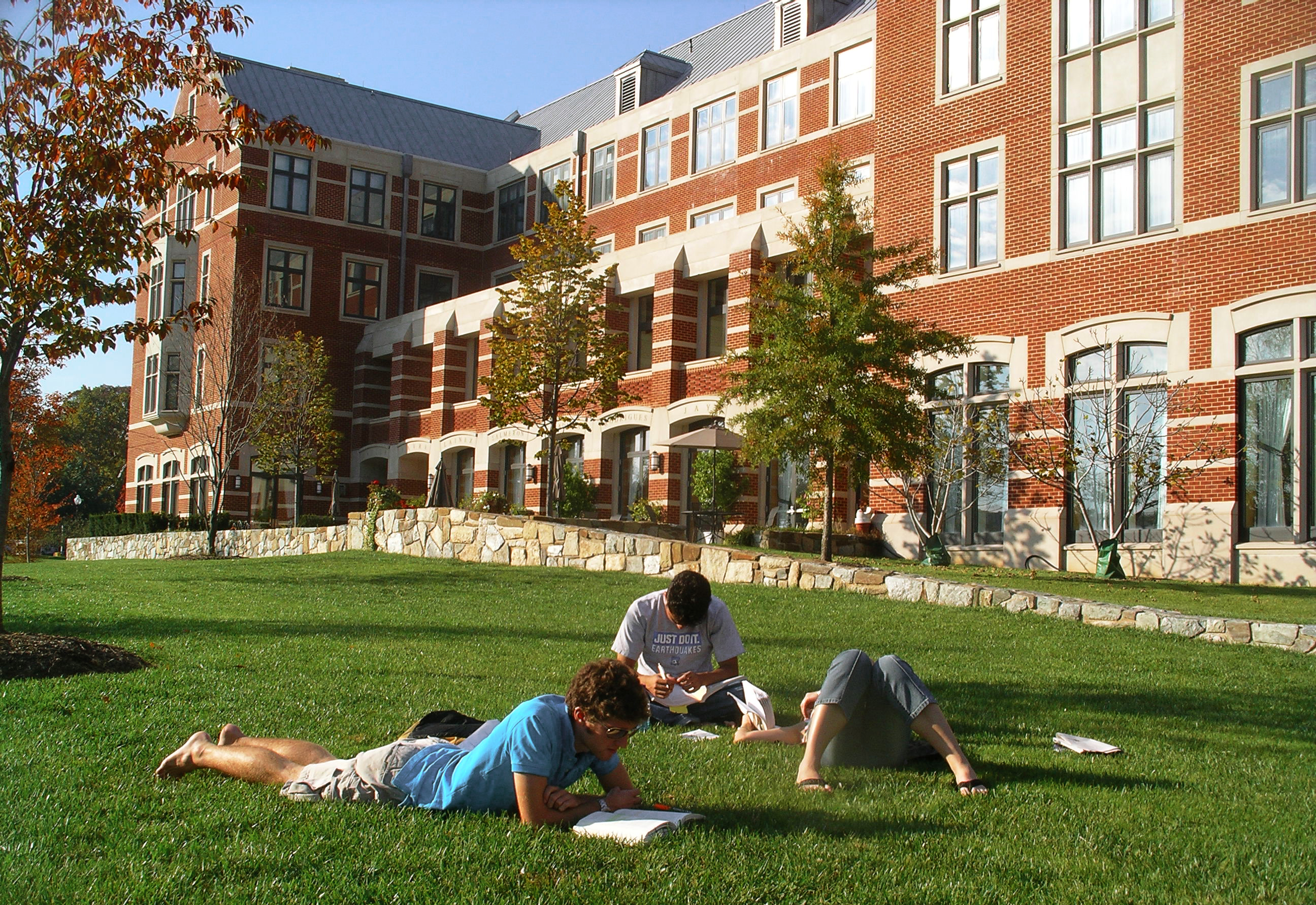
الطلاب يدرسون خارج مقر الإقامة اليسوعية "وولفينغتون هول"

تُصنَّف جامعة جورجتاون بأنها "الأكثر انتقائية" في القبول بحسب تصنيف U.S. News & World Report، حيث استقبلت الجامعة 27,650 طلبًا للالتحاق بصف دفعة 2025 وقبلت 11.7% فقط من المتقدمين، أي حوالي 3,235 طالبًا. في السنوات الأخيرة، تراوح معدل القبول الكلي بين 11% و13%، ما يعكس تنافسية عالية ومستوى انتقائي شديد في القبول.
أما على مستوى الدراسات العليا، فإن معدلات القبول تختلف باختلاف التخصصات، فعلى سبيل المثال:
- معدل القبول في كلية الطب يبلغ حوالي 2.8%.
- معدل القبول في مركز القانون حوالي 12.9%.
- معدل القبول في برنامج ماجستير العلوم في الخدمة الخارجية يصل إلى 25%.
- معدل القبول في برنامج ماجستير إدارة الأعمال يتراوح بين 18% و35% حسب السنوات الأخيرة.

تُتيح الجامعة برنامج "القبول المبكر المقيد"، حيث لا يُسمح للطلاب الذين تقدموا بقرار مبكر إلى جامعة أخرى بالتقديم المبكر إلى جورجتاون. في دورة 2025، بلغ معدل القبول المبكر 11%، وهو قريب من معدل القبول العام.

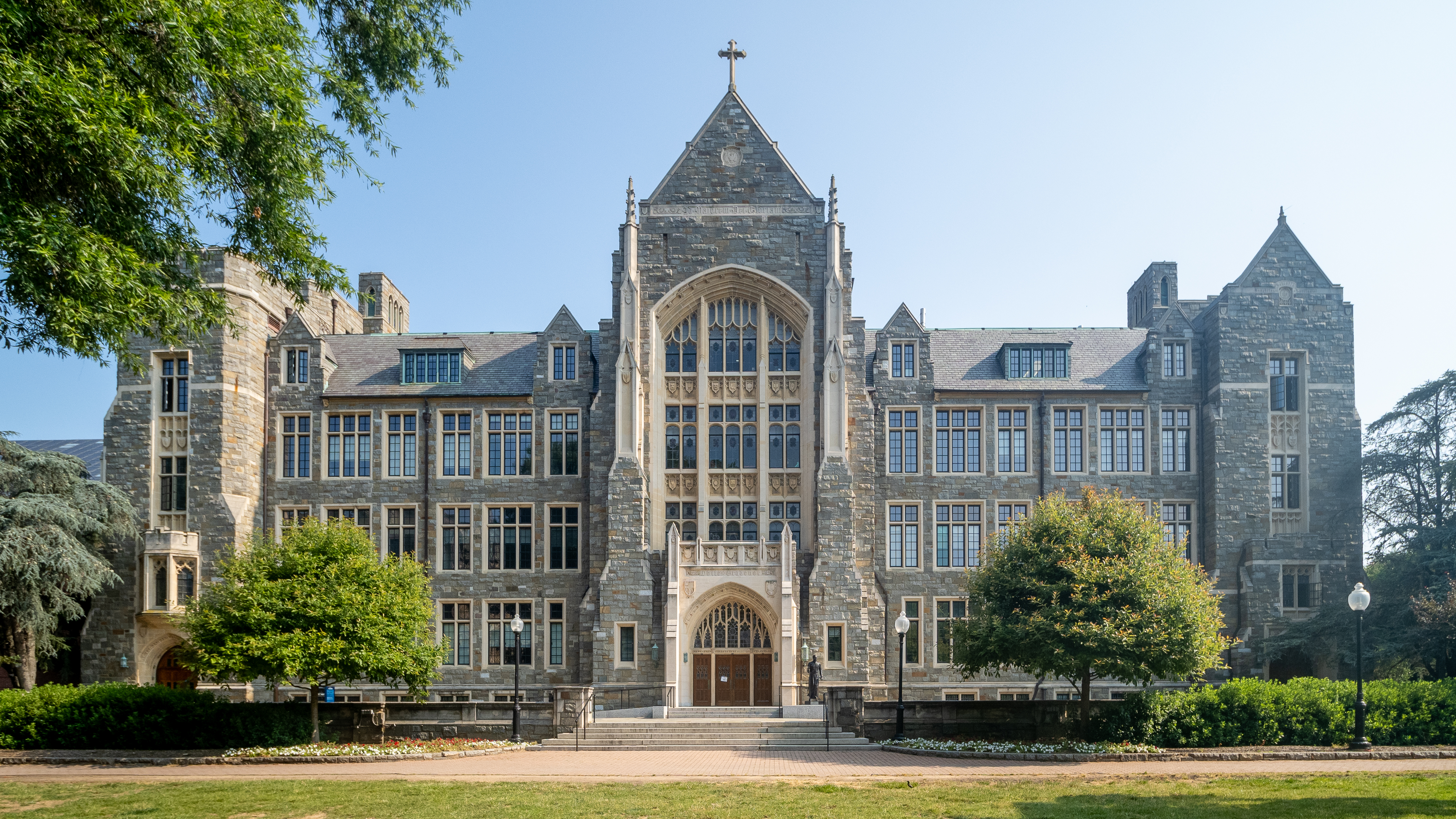
مبنى "وايت-غرايفنور" الذي يضم مكتب القبول الجامعي للمرحلة الجامعية الأولى.

من الناحية الأكاديمية، 94% من الطلاب المقبولين ضمن دفعة 2017 كانوا ضمن أعلى 10% من صفوفهم في الثانوية، وكان نطاق درجات SAT المقبولة بين 700–770 في القراءة/الكتابة و680–780 في الرياضيات. تقبل الجامعة اختباري SAT وACT، لكنها لا تعتمد قسم الكتابة في أي منهما.
أكثر من 55% من طلاب البكالوريوس يحصلون على مساعدات مالية، وتغطي الجامعة 100% من الحاجة المالية المثبتة، بمتوسط منحة مالية يبلغ 23,500 دولار سنويًا، ويُمنح نحو 70% من الدعم على شكل منح أو منح دراسية. القبول في جورجتاون "أعمى الحاجة" للمتقدمين المحليين.
بشكل عام، تُعد عملية القبول في جورجتاون تنافسية للغاية، وتُشدد على التفوق الأكاديمي والتميز في الأنشطة اللامنهجية والقيادة الشخصية.

## الكليات
اعتبارًا من عام 2017، وظّفت جامعة جورجتاون 1,414 عضو هيئة تدريس بدوام كامل و1,196 عضوًا بدوام جزئي في فروعها الثلاثة في واشنطن العاصمة، بالإضافة إلى طاقم إضافي في جامعة جورجتاون في قطر. تتكوّن هيئة التدريس من أكاديميين بارزين وقادة سياسيين واقتصاديين معروفين، ويغلب على الهيئة الطابع الذكوري بنسبة اثنين إلى واحد مقارنة بالإناث.

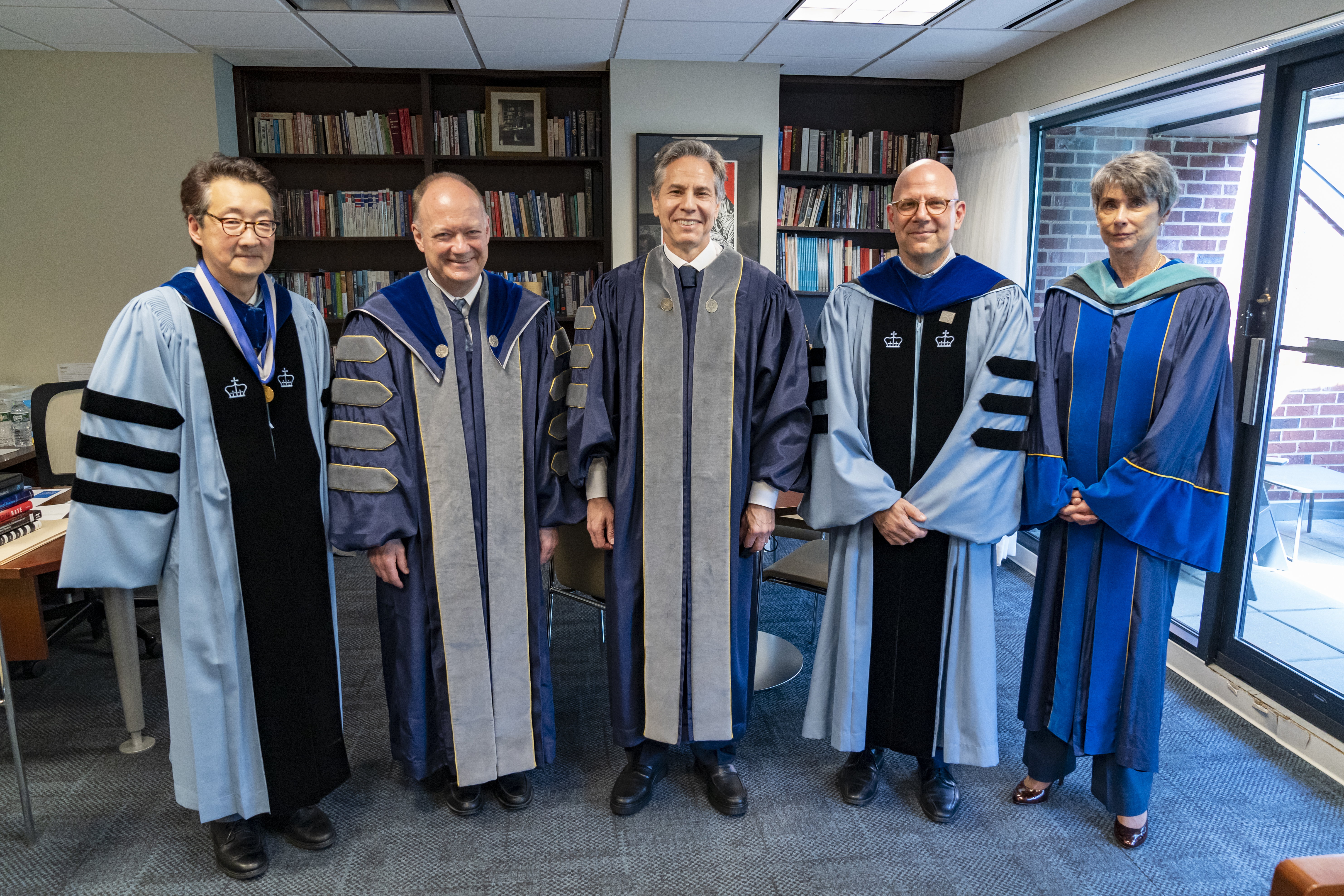
أنتوني بلينكن، وزير الخارجية الأمريكي، يلتقي بأعضاء هيئة التدريس في جامعة جورجتاون قبل مراسم التخرج.

يميل أعضاء هيئة التدريس في جامعة جورجتاون إلى دعم المرشحين الليبراليين، وتظهر أنماط تبرعاتهم توافقًا مع ما هو سائد في هيئات التدريس بالجامعات الأمريكية الأخرى، لكنهم قدموا دعمًا ماليًا أكبر من المتوسط لحملة باراك أوباما الرئاسية عام 2008.
يضم طاقم التدريس شخصيات بارزة مثل الرئيس السابق لجمعية الدراسات الكلاسيكية جيمس ج. أودونيل، وعالم اللاهوت جون هوت، والناشطة الاجتماعية تشاي فيلدبلوم، والحائز على جائزة نوبل جورج أكيرلوف، والكاتبة والمدافعة عن حقوق الإنسان كارولين فورشيه، والناقدة الأدبية الحائزة على جوائز مورين كورريغان، واللغوية ديبورا تانين، وفيلسوف الأعمال جيسون برينان، والباحث في ثقافة الهيب هوب مايكل إريك دايسون.
اختار العديد من السياسيين السابقين التدريس في جورجتاون، من بينهم وزيرة الخارجية الأمريكية السابقة مادلين أولبرايت وهنري كيسنجر، وسفيرة الولايات المتحدة السابقة لدى الأمم المتحدة جين كيركباتريك، ومدير الوكالة الأمريكية للتنمية الدولية أندرو ناتسيوس، ومستشار الأمن القومي أنتوني ليك، ومدير وكالة الاستخبارات المركزية جورج تينيت. كما قام قضاة المحكمة العليا الأمريكية السابقون ويليام ج. برينان الابن، وأنتونين سكاليا، وجون روبرتس، جميعهم بالتدريس في الجامعة. أما بول كليمنت، المدعي العام الأمريكي السابق، فهو عضو في هيئة تدريس كلية القانون منذ عام 2008.
على الصعيد الدولي، تستقطب الجامعة سفراء ورؤساء دول سابقين، من بينهم رئيس وزراء إسبانيا الأسبق خوسيه ماريا أثنار، والسفير السعودي الأمير تركي الفيصل، ورئيسة كوستاريكا لورا تشينشيلا، ورئيس كولومبيا ألفارو أوريبي.

### البحث العلمي
تُصنَّف جامعة جورجتاون ضمن فئة "R1: جامعات الدكتوراه – نشاط بحثي مرتفع جدًا"، وهي أعلى تصنيف بحثي تمنحه مؤسسة كارنيجي لمؤسسات التعليم العالي، وقد حافظت عليه الجامعة لمدة 30 عامًا متتالية حتى عام 2025. يعكس هذا التصنيف التزام الجامعة العميق بالبحث والابتكار، حيث استثمرت في عام 2023 أكثر من 337 مليون دولار في البحث والتطوير عبر العلوم الطبيعية والاجتماعية والإنسانية والسياسات العامة.

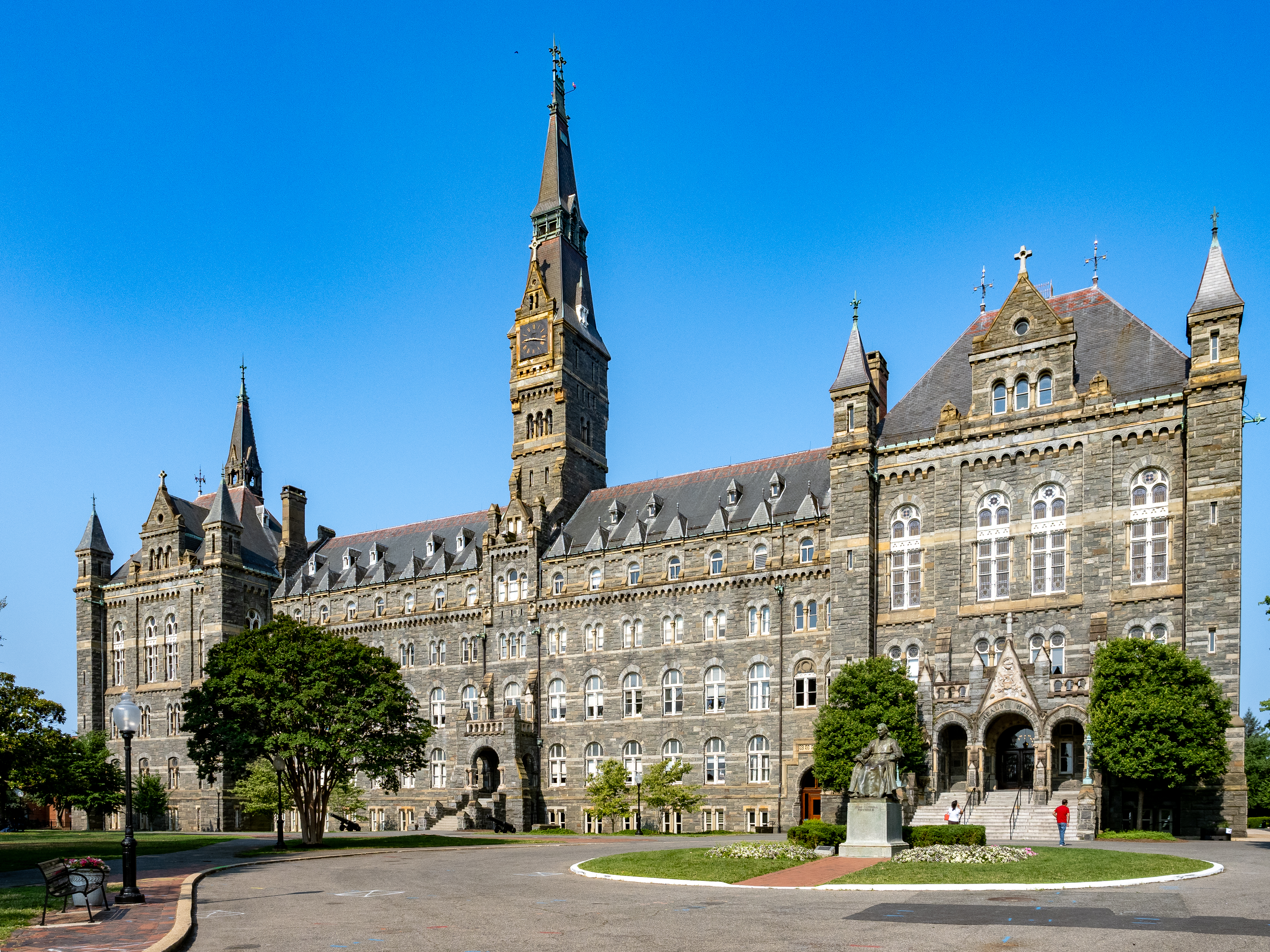
قاعة هيلي، التي تضم قاعات دراسية والهيئة التنفيذية للجامعة.

تضم مكتبات جورجتاون أكثر من 3.5 مليون مادة مطبوعة، بما في ذلك 1.25 مليون كتاب إلكتروني، موزعة على سبعة مبانٍ، مع تركيز معظم المجموعات في مكتبة لاوينجر. وتحتوي مكتبة بلومر للعلوم في مبنى رايس للعلوم على معظم مجموعة العلوم. كما يضم حرم كلية القانون خامس أكبر مكتبة قانونية في الولايات المتحدة.
يركز البحث العلمي في الجامعة على مجالات الدين، والأخلاقيات، والعلوم، والسياسات العامة، وطب الأورام. ويُعد مركز لومباردي الشامل للسرطان في جورجتاون واحدًا من 41 مركزًا بحثيًا مكثفًا للسرطان في الولايات المتحدة، وشارك في تطوير لقاح فيروس الورم الحليمي البشري للوقاية من سرطان عنق الرحم، وتقنية الخلايا المعاد برمجتها شرطيًا.
في عام 2019، أنفقت جورجتاون 240.9 مليون دولار على البحث العلمي، وجاءت في المرتبة 101 على مستوى الولايات المتحدة، مع حصولها على 94 مليون دولار من التمويل الفيدرالي. كما حصلت الجامعة في عام 2010 على 5.6 مليون دولار من وزارة التعليم الأمريكية لدعم زمالات في مجالات الدراسات الدولية.
تشمل مراكز البحث في الجامعة: مركز بيركلي للدين والسلام والشؤون العالمية، مركز الأمير الوليد بن طلال للتفاهم الإسلامي-المسيحي، ومركز وودستوك اللاهوتي. من بين الدوريات الأكاديمية المنتظمة: مجلة جورجتاون لقانون وسياسة الفقر، مجلة معهد كينيدي للأخلاقيات، مجلة جورجتاون للقانون، مجلة جورجتاون للشؤون الدولية، ومراجعة السياسات العامة لجورجتاون.

### المنشورات الأكاديمية
تشمل  المراكز التي تُجري وترعى البحث في جورجتاون مركز بيركلي للدين والسلام والشؤون العالمية، مركز الأمير الوليد للتفاهم الإسلامي–المسيحي ومركز وودستوك اللاهوتي. المنشورات المنتظمة تشمل مجلة جورجتاون لقانون وسياسة الفقر، مجلة معهد كينيدي للأخلاقيات، مجلة جورجتاون للقانون، مجلة جورجتاون للشؤون الدولية، ومراجعة السياسات العامة لجورجتاون. 

## وصلات خارجية
- الموقع الرسمي لجامعة جورجتاون